# Ludwigslied

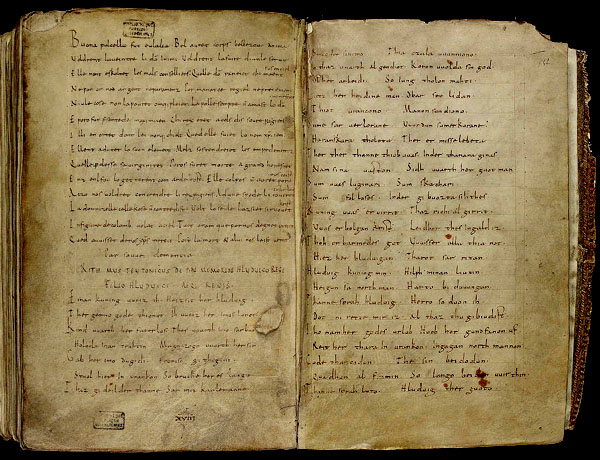
Le prime due pagine del Ludwigslied

Il Ludwigslied o Rithmus Teutonicus (in italiano, «La canzone di Ludovico») è un poema alto tedesco antico, composto nell'antico dialetto franco-renano, che celebra in 59 versi ritmati, raggruppati in strofe di due e tre versi, la vittoria sui Normanni ottenuta da Ludovico (Luigi) III (863-882), re dei Franchi Occidentali, il 3 agosto dell'881 nella battaglia di Saucourt-en-Vimeu. Ludovico III, nipote di Carlo il Calvo, successe nell'879 al padre Ludovico il Balbo e regnò fino all'882. Condivise il trono con il fratello Carlomanno, ricevendo la Neustria e la Francia, ed ebbe alcuni contrasti con Ludovico III il Giovane, re dei Franchi Orientali.

## Il poema
Il canto, che appartiene al genere encomiastico, deve essere stato composto prima della morte di Ludovico, avvenuta il 5 agosto dell'882, poiché parla del re come ancora in vita: «conosco un re di nome Ludovico, che serve Dio volentieri». Il titolo «ritmo tedesco, scritto per la pia memoria di re Ludovico», è stato apposto successivamente dal copista ed indica che il testo è una copia di un originale più antico. L'autore del canto è un chierico, perché manifesta una visione provvidenzialistica della storia; egli presenta i raids vichinghi come una punizione divina per i peccati commessi dai Franchi e descrive, in forma epica, Ludovico come un rex pius, ispirato e protetto da Dio. I "Normanni" (inoltre), sono pagani e la vittoria dei Franchi è la vittoria del re cristiano, vassallo di Dio poiché ha ricevuto il trono dall'Onnipotente. Peraltro, il componimento (che sul piano del contenuto riflette l'influenza della letteratura religiosa cristiana in latino), si discosta dalla poesia eroica germanica per la forma metrica, caratterizzata dalla rima invece che dall'allitterazione; stilisticamente, la successione di frasi brevi in forma paratattica richiama numerosi componimenti in francese antico.
Il carme è attestato nei ff. 141v- 143r del Codex 150, un manoscritto databile al IX secolo, attualmente conservato nella Bibliothèque Municipale di Valenciennes (Francia settentrionale), dove fu scoperto nel 1837. Il codice, attribuibile a uno scriptorium lotaringio, contiene le opere di Gregorio Nazianzeno, la leggenda latina di Sant'Eulalia ma conserva anche il primo documento letterario in lingua francese, la Cantilena o Sequenza di Sant'Eulalia. Tale testo, un inno religioso di ventinove versi, occupa le prime quindici righe del f. 141v del Cod. 150 e la stessa mano ha poi scritto il Canto di Ludovico. È possibile che il copista fosse un monaco bilingue del monastero benedettino di Saint'Amand-les-Eaux, presso Valenciennes; l'ipotesi potrebbe anche spiegare alcune peculiarità linguistiche del componimento antico-alto-tedesco, unico esempio di un testo franco renano proveniente da questa regione. Tale dialetto, attestato nella traduzione d'Isidoro e nel documento bilingue dei Giuramenti di Strasburgo, può a ben diritto essere considerato la lingua della corte carolingia. Il testo del Canto di Ludovico è scritto in modo molto curato, con divisione delle righe, enucleazione dell'inizio di strofe, separazione degli emistichi con il punto, un piccolo spazio e impiego della maiuscola.